# Walnut Hill (Tennessee)
Walnut Hill és una concentració de població designada pel cens dels Estats Units a l'estat de Tennessee. Segons el cens del 2000 tenia 2.756 habitants.

## Demografia
Segons el cens del 2000, Walnut Hill tenia 2.756 habitants, 1.134 habitatges, i 877 famílies. La densitat de població era de 225,9 habitants/km².
Dels 1.134 habitatges en un 27,9% hi vivien nens de menys de 18 anys, en un 67,2% hi vivien parelles casades, en un 7,3% dones solteres, i en un 22,6% no eren unitats familiars. En el 20% dels habitatges hi vivien persones soles el 8,5% de les quals corresponia a persones de 65 anys o més que vivien soles. El nombre mitjà de persones vivint en cada habitatge era de 2,43 i el nombre mitjà de persones que vivien en cada família era de 2,78.
Per edats la població es repartia de la següent manera: un 19,6% tenia menys de 18 anys, un 5,8% entre 18 i 24, un 27,6% entre 25 i 44, un 30,8% de 45 a 60 i un 16,1% 65 anys o més.
L'edat mediana era de 43 anys. Per cada 100 dones de 18 o més anys hi havia 94,6 homes.
La renda mediana per habitatge era de 39.677 $ i la renda mediana per família de 45.242 $. Els homes tenien una renda mediana de 30.969 $ mentre que les dones 23.659 $. La renda per capita de la població era de 21.286 $. Entorn del 8,7% de les famílies i el 8,5% de la població estaven per davall del llindar de pobresa.

## Poblacions més properes
El següent diagrama mostra les poblacions més properes.